# 槐林镇
槐林镇，是中华人民共和国安徽省合肥市巢湖市下辖的一个乡镇级行政单位。

## 行政区划
槐林镇下辖以下地区：
武山社区、沐集社区、惠峰村、平安村、槐光村、大汪村、九峰村、官塘村、潘傅村、垅山村、海如村、湖边村、兆河村、周庄村、万年村和龙王村。